# Hydraena malkini
Hydraena malkini är en skalbaggsart som beskrevs av Perkins 1980. Hydraena malkini ingår i släktet Hydraena och familjen vattenbrynsbaggar. Inga underarter finns listade i Catalogue of Life.